# سرطان كماني مشاكس
سرطان كماني مشاكس (الاسم العلمي: Uca pugnax) هو نوع من الحيوانات يتبع جنس السرطان الكماني من فصيلة السرطانات الشبحية.